# Estação Samambaia Sul
A Estação Samambaia Sul é uma das estações do Metrô do Distrito Federal, situada em Samambaia, entre a Estação Furnas e a Estação Terminal Samambaia. Administrada pela Companhia do Metropolitano do Distrito Federal, faz parte da Linha Laranja.
Foi inaugurada em 5 de fevereiro de 2002. Localiza-se na Qr 122 Conjunto 5. Atende a região administrativa de Samambaia.
Desde Dezembro de 2018 a estação recebeu um sistema de energia solar que abastece 100% de sua necessidade energética.